# Ted Drury
Ted Evans Drury (* 13. září 1971, Boston, Massachusetts, USA) je bývalý americký hokejový útočník, který ukončil svoji hráčskou kariéru v roce 2007.

## Profil
Ted Drury je starší bratr slavnějšího Chrise, se kterým v mládí hrával za tým Fairfield Prep Jesuits. Poté odešel na Harvardovu univerzitu, kde hrál za Harvard Crimson. Zde se mu dařilo obzvláště v sezoně 1992-93 což dokazuje jeho nominace do ECAC 1.All-star týmu a NCAA 1.All-star týmu a obdržení ceny pro Hráče roku ECAC.
Do NHL ho draftoval v roce 1989 tým Calgary Flames ve 2. kole (42.celkově). Ted Drury se, ale v NHL výrazněji neprosadil a také proto často měnil svá působiště. Často, také cestoval mezi NHL a nižšími ligami AHL a IHL.
10. března 1994 byl vyměněn z Calgary Flames do Hartfordu Whalers, společně s Garym Suterem a Paulem Ranheimem, za Jamese Patricka, Zarleye Zalapskiho a Michaela Nylandera.
2. října 1995 byl ve Waiver draftu, draftován Ottawou Senators.
1. října 1996 byl vyměněn společně s Marcem Moroem do Mighty Ducks of Anaheim, za Jasona Yorka a Shauna Van Allena.
29. října 1999 byl vyměněn do New Yorku Islanders, za Tonyho Hrkace a Deana Malkoce.
23. června 2000 byl vybrán v Rozšiřovacím draftu Columbusem Blue Jackets.
21. srpna 2001 jako Volný agent podepsal smlouvu s New Jersey Devils, za které ovšem nenastoupil v jediném zápase.
4. března 2002 byl vyměněn do Caroliny Hurricanes za Mikea Rucinskiho.
V posledních dvou zmíněných týmech neodehrál ani zápas a v posledních dvou sezónách hrál pouze na farmách v AHL a IHL. V roce 2003 se rozhodl odejít do Německa kde hrál DEL v klubech Hamburg Freezers, Kassel Huskies a jeho posledním týmem byl Krefeld Pinguine a po sezóně 2006-07 ukončil kariéru.
Byl velký vlastenec a za USA hrál na dvou olympijských hrách, na třech světových šampionátech a v sezonách 1991-92 a 1993-94 hrál po celou sezónu za olympijský národní tým USA.

## Úspěchy a trofeje

### Individuální trofeje
- 1993 jmenován do ECAC 1. All-star týmu
- 1993 Hráč roku ECAC
- 1993 NCAA East 1. All-american tým

## Klubové statistiky
| Sezona          | Klub                    | Soutěž          | Základní část | Základní část | Základní část | Základní část | Základní část | Play off | Play off | Play off | Play off | Play off |
| Sezona          | Klub                    | Soutěž          | Z             | G             | A             | B             | TM            | Z        | G        | A        | B        | TM       |
| --------------- | ----------------------- | --------------- | ------------- | ------------- | ------------- | ------------- | ------------- | -------- | -------- | -------- | -------- | -------- |
| 1987-88         | Fairfield Prep Jesuits  | High-CT         | 24            | 21            | 28            | 49            | -             | -        | -        | -        | -        | -        |
| 1988-89         | Fairfield Prep Jesuits  | High-CT         | 25            | 35            | 31            | 66            | -             | -        | -        | -        | -        | -        |
| 1989–90         | Harvard Crimson         | ECAC            | 17            | 9             | 13            | 22            | 10            | -        | -        | -        | -        | -        |
| 1990-91         | Harvard Crimson         | ECAC            | 25            | 18            | 18            | 36            | 22            | -        | -        | -        | -        | -        |
| 1992-93         | Harvard Crimson         | ECAC            | 31            | 22            | 41            | 63            | 28            | -        | -        | -        | -        | -        |
| 1993-94         | Calgary Flames          | NHL             | 34            | 5             | 7             | 12            | 26            | -        | -        | -        | -        | -        |
| 1993-94         | Hartford Whalers        | NHL             | 16            | 1             | 5             | 6             | 10            | -        | -        | -        | -        | -        |
| 1994-95         | Hartford Whalers        | NHL             | 34            | 3             | 6             | 9             | 21            | -        | -        | -        | -        | -        |
| 1994-95         | Springfield Indians     | AHL             | 2             | 0             | 1             | 1             | 0             | -        | -        | -        | -        | -        |
| 1995-96         | Ottawa Senators         | NHL             | 42            | 9             | 7             | 16            | 54            | -        | -        | -        | -        | -        |
| 1996-97         | Mighty Ducks of Anaheim | NHL             | 73            | 9             | 9             | 18            | 54            | 10       | 1        | 0        | 1        | 4        |
| 1997-98         | Mighty Ducks of Anaheim | NHL             | 73            | 6             | 10            | 16            | 82            | -        | -        | -        | -        | -        |
| 1998-99         | Mighty Ducks of Anaheim | NHL             | 75            | 5             | 6             | 11            | 83            | 4        | 0        | 0        | 0        | 0        |
| 1999-00         | Mighty Ducks of Anaheim | NHL             | 11            | 1             | 1             | 2             | 6             | -        | -        | -        | -        | -        |
| 1999-00         | New York Islanders      | NHL             | 55            | 2             | 1             | 3             | 31            | -        | -        | -        | -        | -        |
| 2000-01         | Columbus Blue Jackets   | NHL             | 1             | 0             | 0             | 0             | 0             | -        | -        | -        | -        | -        |
| 2000-01         | Chicago Wolves          | IHL             | 68            | 21            | 21            | 42            | 53            | 14       | 5        | 4        | 9        | 4        |
| 2001-02         | Albany River Rats       | AHL             | 51            | 8             | 10            | 18            | 23            | -        | -        | -        | -        | -        |
| 2001-02         | Lowell Lock Monsters    | AHL             | 16            | 6             | 5             | 11            | 10            | 5        | 0        | 5        | 5        | 6        |
| 2002-03         | Hamburg Freezers        | DEL             | 52            | 16            | 22            | 38            | 52            | 5        | 0        | 2        | 2        | 6        |
| 2003-04         | Kassel Huskies          | DEL             | 52            | 14            | 16            | 30            | 102           | -        | -        | -        | -        | -        |
| 2004-05         | Kassel Huskies          | DEL             | 51            | 12            | 15            | 27            | 67            | 7        | 1        | 2        | 3        | 18       |
| 2005-06         | Krefeld Pinguine        | DEL             | 48            | 21            | 26            | 47            | 66            | 5        | 2        | 1        | 3        | 6        |
| 2006-07         | Krefeld Pinguine        | DEL             | 49            | 9             | 20            | 29            | 97            | 2        | 1        | 1        | 2        | 0        |
| High-CT Celkově | High-CT Celkově         | High-CT Celkově | 49            | 56            | 59            | 115           | --            | --       | --       | --       | --       | --       |
| ECAC Celkově    | ECAC Celkově            | ECAC Celkově    | 73            | 49            | 72            | 121           | 60            | --       | --       | --       | --       | --       |
| NHL Celkově     | NHL Celkově             | NHL Celkově     | 414           | 41            | 52            | 93            | 367           | 14       | 1        | 0        | 1        | 4        |
| AHL Celkově     | AHL Celkově             | AHL Celkově     | 69            | 14            | 16            | 30            | 33            | 5        | 0        | 5        | 5        | 6        |
| IHL Celkově     | IHL Celkově             | IHL Celkově     | 68            | 21            | 21            | 42            | 53            | 14       | 5        | 4        | 9        | 4        |
| DEL Celkově     | DEL Celkově             | DEL Celkově     | 252           | 72            | 99            | 171           | 384           | 19       | 4        | 6        | 10       | 30       |

### Reprezentační statistiky
| 1990                           | MSJ                            | 7  | 2  | 1  | 3  | 2  |
| 1991                           | MSJ                            | 8  | 5  | 7  | 12 | 2  |
| 1992                           | ZOH                            | 7  | 1  | 1  | 2  | 0  |
| 1993                           | MS                             | 6  | 0  | 0  | 0  | 0  |
| 1994                           | ZOH                            | 7  | 1  | 2  | 3  | 2  |
| 1998                           | MS                             | 6  | 0  | 1  | 1  | 4  |
| 2003                           | MS                             | 6  | 2  | 2  | 4  | 2  |
| Celkově juniorská reprezentace | Celkově juniorská reprezentace | 15 | 7  | 8  | 15 | 4  |
| Celkově seniorská reprezentace | Celkově seniorská reprezentace | 96 | 16 | 33 | 49 | 49 |